# 宮城史門
宮城 史門（みやぎ しもん、1996年〈平成8年〉3月7日 - ）は、日本の労働運動家。

## 経歴
高知県高知市出生、東京都板橋区出身。
東京成徳大学中学校・高等学校、高知西高等学校を経て国際基督教大学教養学部法学メジャー卒業。大学在学中より、プレカリアートユニオン書記局員として労働運動に取り組む。卒業後、IT企業や不動産会社、社会保険労務士、税理士事務所等に勤務するが、2021年に宅地建物取引士、2022年に行政書士試験に合格し、2023年4月行政書士登録。行政書士試験には、予備校調査によると全国2位の好成績で合格した。だが勤務先の弁護士事務所を誹謗中傷刑事訴訟になりに有罪に。現在執行猶予中。当然行政書士の免許は剥奪。
その後、しばらくうつ病を発症して療養していたが、近時は再び労働運動に関わるほか、複数の会社・法人の役員や清算人、従業員に就職し総務・法務関係を所掌するインハウスの役員・従業員を務め、また自営業として興信所や誹謗中傷対策のコンサルティングなどを手がけている。

### 労働運動
プレカリアートユニオンでは書記局員として団体交渉などを手がけていたが、過去の資料を確認し、また、平成30年の総会の様子を内部から観察した結果、選挙手続が適正に行われておらず、登記上の代表者である清水直子が違法に組合を私物化していることが判明し、また、社会保険等に加入している専従職員と比較してアルバイトの待遇が悪く、「非正規差別」が行われているなどと主張して、「組織内労働組合」のデモクラティック・ユニオンを結成し、プレカリアートユニオンに団体交渉を申し入れた。
これに対し、プレカリアートユニオンは団体交渉を拒否したため、東京都労働委員会に不当労働行為救済命令を申し立てた。この事件は業界で注目を浴びたが、2023年7月にデモクラティック・ユニオンが解散したことから、11月21日、団体性がなく労働組合法2条の要件を欠くものとして却下命令が言い渡された。
プレカリアートユニオンからは、デモクラティック・ユニオンの結成などが「分派活動」であるとして2020年に除名処分等を受けていたが、2021年には労働問題解決の「成功報酬」にあたる「拠出金」が弁護士法違反であり公序良俗に反するとして、これの返還を求める不当利得返還請求訴訟を、2022年6月には、プレカリアートユニオンの代表者等を決める選挙が不存在（無効）である旨の確認を求める総会決議不存在確認等請求事件をそれぞれ提起した。
裁判の結果、前者の不当利得返還請求訴訟については請求棄却となったものの、総会決議不存在確認等請求事件については東京地方裁判所で全面勝訴し、プレカリアートユニオンの平成27年9月から令和5年9月までの代表者を選任する決議がいずれも不存在であること、宮城に対する除名処分等が不存在（無効）であることが裁判所により認定された（民事11（労働）部・須賀康太郎裁判長）。プレカリアートユニオン側は控訴したものの、11月13日、控訴棄却となり原審判決が維持された（第17民事部・吉田徹裁判長）。プレカリアートユニオンは上告している。
不当利得返還請求事件の判決は判例誌の『労働判例』に、総会決議不存在確認等請求事件の判決は「代議員選任のための直接無記名投票が実施されなかったことから、労働組合に対する総会決議不存在確認請求が認められた例」などとして判例タイムズ、労働経済判例速報、労政時報等の判例誌にそれぞれ掲載された。
宮城自身は、デモクラティック・ユニオンの解散と前後して、2022年3月に有志でユニオン・フェアプレイ東京と称する労働組合を立ち上げ、現在も活動を続けている。デモクラティック・ユニオンで「茨城支部」を形成していた組合員らは、現在も「アソシエイツ大鹿行」（旧称：大鹿行・東総ユニオン）と称する労働組合として独立し、活動を続けている。

## 人物
- 2024年4月にピアニストの内山温子と結婚している。
- 空手家の宮城長順は曾祖父。